# Groupe Colussi
Pour les articles homonymes, voir Colussi.
Le Groupe Colussi est un groupe agroalimentaire italien. Il détient les marques, Colussi, Agnesi 1824, Misura, Flora, Festaiola, Liebig, Ponte, Sapori, Audisio, Colussi Divisione Pasticcerie Gelaterie (DP&G) et Gariboldi 1889.